# Joris Ivens
Joris Ivens (n. 18 noiembrie 1898, Nijmegen, Gelderland, Țările de Jos – d. 28 iunie 1989, Paris, Franța) a fost un regizor neerlandez, unul din cei mai importanți documentariști din secolul al XX-lea.